# Schluchtwald-Laufkäfer
Der Schluchtwald-Laufkäfer (Carabus irregularis) ist eine Art der Echten Laufkäfer (Carabus). Es handelt sich um einen großen flugunfähigen Käfer mit einer Körperlänge von bis zu 30 Millimetern mit kupferbraun metallischer Färbung und auffälliger unregelmäßiger Punktierung der Flügeldecken. Er lebt in drei Unterarten vor allem in den Mittelgebirgen und Gebirgen und ist in weiten Teilen Mittel- und Osteuropas von den Südwestalpen in Frankreich bis in den Balkan und die Karpaten verbreitet. Wie alle Arten der Gattung ist er räuberisch, ernährt sich vor allem von Schnecken, wahrscheinlich auch von Würmern und anderen Insekten und deren Larven. Anzutreffen ist er von April bis zum späten September vor allem in feuchten und kühlen Buchenwäldern, wo die Imagines und die Larven vor allem im Totholz sowie unter Rinden vorkommen.
Auf der Basis von Klimamodellen konnte aufgezeigt werden, dass sich die verfügbaren Lebensräume der kälteangepassten Gebirgsart durch die globale Erwärmung in Zukunft deutlich verschieben werden. Da die Art durch ihre Flugunfähigkeit nur eine geringe Ausbreitungsfähigkeit besitzt, könnte dies zu einer zusätzlichen Bedrohung der als gefährdet eingeschätzten Art in ihren bisherigen Lebensräumen führen.

## Merkmale

### Merkmale der Imagines
| Bild 1: verschiedene Ansichten                                                                         |
| Bild 2: Asymmetrie der Oberkiefer: Die im Bild oben liegende Mandibel ist eckig, die untere abgerundet |

Der Schluchtwald-Laufkäfer erreicht eine Körperlänge von 17 bis 30 Millimetern und gehört zu den größeren Käferarten Europas. In der Grundfarbe ist der Käfer oben kupferbraun metallisch bis rötlich glänzend gefärbt, die Flügeldecken (Elytren) und der Halsschild sowie die Flügelränder können in der Färbung von grün bis rotviolett variieren. Die Unterseite, die Beine und die vordere Brust sind schwarz, die Beine besitzen wie die aller Laufkäfer fünf ungelappte Tarsenglieder.
Der Kopf ist im Verhältnis zum Halsschild relativ groß und besitzt große und sehr breite, asymmetrische Mandibeln (Bild 2). Wie bei allen Laufkäfern besteht die Antenne aus elf Gliedern, die ersten beiden sind rötlich gefärbt. Der Halsschild ist breiter als lang, jedoch nur wenig breiter als der Kopf. Die elliptischen Flügeldecken liegen sehr flach auf dem Körper. Auf den Flügeldecken befinden sich in den Primärreihen unregelmäßig angeordnete rotgoldene oder goldgrüne Punktgruben mit großen Grübchen. Der vordere Seitenrand ist grünlich.
Die Unterarten unterscheiden sich vor allem in der Färbung der Beine, die bei der Nominatform C. i. irregularis und C. i. bucephalus schwarz bis dunkelbraun und bei C. i. montandoni teilweise oder vollständig rötlich oder rotbraun sind. Der Kopf ist bei C. i. bucephalus auffällig und bei der Nominatform leicht verdickt im Vergleich zu C. i. montandoni. Die Elytren von C. i. irregularis sind glänzend und in der Regel metallisch grün oder kupferfarben, die von C. i. bucephalus stumpfer und etwas dunkler.
Von den nahe verwandten Arten Creutzers Laufkäfer (C. creutzeri) und Fabricius’ Laufkäfer (C. fabricii) ist der Schluchtwald-Laufkäfer vor allem durch den größeren Kopf und die deutlich stärker ausgeprägten Mandibeln zu unterscheiden. Dabei ist der Außenrand der Mandibeln stumpfwinklig mit einer Ecke, während er bei ähnlichen Arten abgerundet ist. Beide Laufkäfer kommen in Mitteleuropa nicht in den Mittelgebirgen, sondern nur in den Alpen vor, wobei Creutzers Laufkäfer auf die südlichen Bereiche begrenzt ist und noch nicht in Deutschland nachgewiesen wurde.

### Merkmale der Larven
Die Larve des Schluchtwald-Laufkäfers entspricht in ihrem Habitus der typischen Laufkäferlarve. Sie ist braun bis schwarz mit stark sklerotisiertem Körper. Die relativ schlanken und langen Cerci sind starr und mit zwei etwa gleich langen Hörnern ausgestattet; sie sind etwa doppelt so lang wie das Scutum des letzten Abdominalsegments. Die Segmente besitzen breite Tergiten, die die Körperseiten überragen, sowie vergleichsweise schlanke Cerci, lange Beine und einen hügel- und halbkreisförmigen Clypeus. Weitere Merkmale sind die bis zu fünf Borsten an den Labialpalpen, die am zweiten Glied zudem zwei Sinnesfelder besitzen. Auch der Maxillarpalpus besitzt ein Sinnesfeld am Endglied. Die Mandibeln sind am Innenrand glatt. Am zweiten Fühlerglied besitzen die Larven dieser Art eine oder zwei Borsten im oberen Bereich, das Fühlerglied ist zudem deutlich heller gefärbt als die restlichen Glieder.

## Verbreitung
Die Art kommt in weiten Teilen  Mittel- und Südeuropas vor; in den nördlichen Gebieten wie Fennoskandinavien, den Niederlanden und auf den Britischen Inseln ist sie nicht anzutreffen. Als kälteangepasste Art ist sie ist vor allem in den Mittelgebirgen und Gebirgen über weite Teile Mittel-, Süd- und Osteuropas in Höhenlagen von 300 bis 2000 Metern verbreitet. Das Verbreitungsgebiet erstreckt sich vom Jura und von den französischen Südwestalpen über den gesamten Alpenraum sowie die Mittelgebirgsregionen Mitteleuropas bis in Gebirgsregionen der nördlichen Balkanhalbinsel und die Karpaten, wobei die Art in diesem Gebiet disjunkt verbreitet ist.
Die Nominatform C. i. irregularis ist vor allem im westlichen Teil des Verbreitungsgebietes zu finden, vom äußersten Südwesten Belgiens und Westfrankreich über Zentral- und Süddeutschland, die Schweiz, das westliche, zentrale und südliche Österreich, den Norden Italiens sowie Teile von Ungarn und Tschechien. Der westliche Rand des Verbreitungsgebietes der Art liegt im Bereich der südwestlichen Grenze Deutschlands und der Nachbarländer, der nördlichen und zentralen Alpen bis in den südlichen und mittleren Schwarzwald und die Schwäbische Alb, in den Vogesen in Ostfrankreich und in der südwestlichen Eifel bis Luxemburg. Im nördlich an dieses Gebiet angrenzenden Belgien gilt die Art als ausgestorben, ältere Fundangaben werden teilweise angezweifelt. In Deutschland liegt ihre nördliche Verbreitungsgrenze im Harz, in der Südeifel und im Teutoburger Wald, wobei dort mehr als 1/10 der Gesamtpopulation der Art vorkommt. Das Verbreitungsgebiet der Unterart C. i. bucephalus liegt in der Balkanregion vom Dinarischen Gebirge im nördlichen Albanien und Slowenien über Serbien, Kroatien bis in den Süden Bosniens. Die dritte Unterart C. i. montandoni hat ihren Verbreitungsschwerpunkt in den Karpaten und ist in der Slowakei, in Rumänien und im Westen der Ukraine anzutreffen.

## Lebensweise

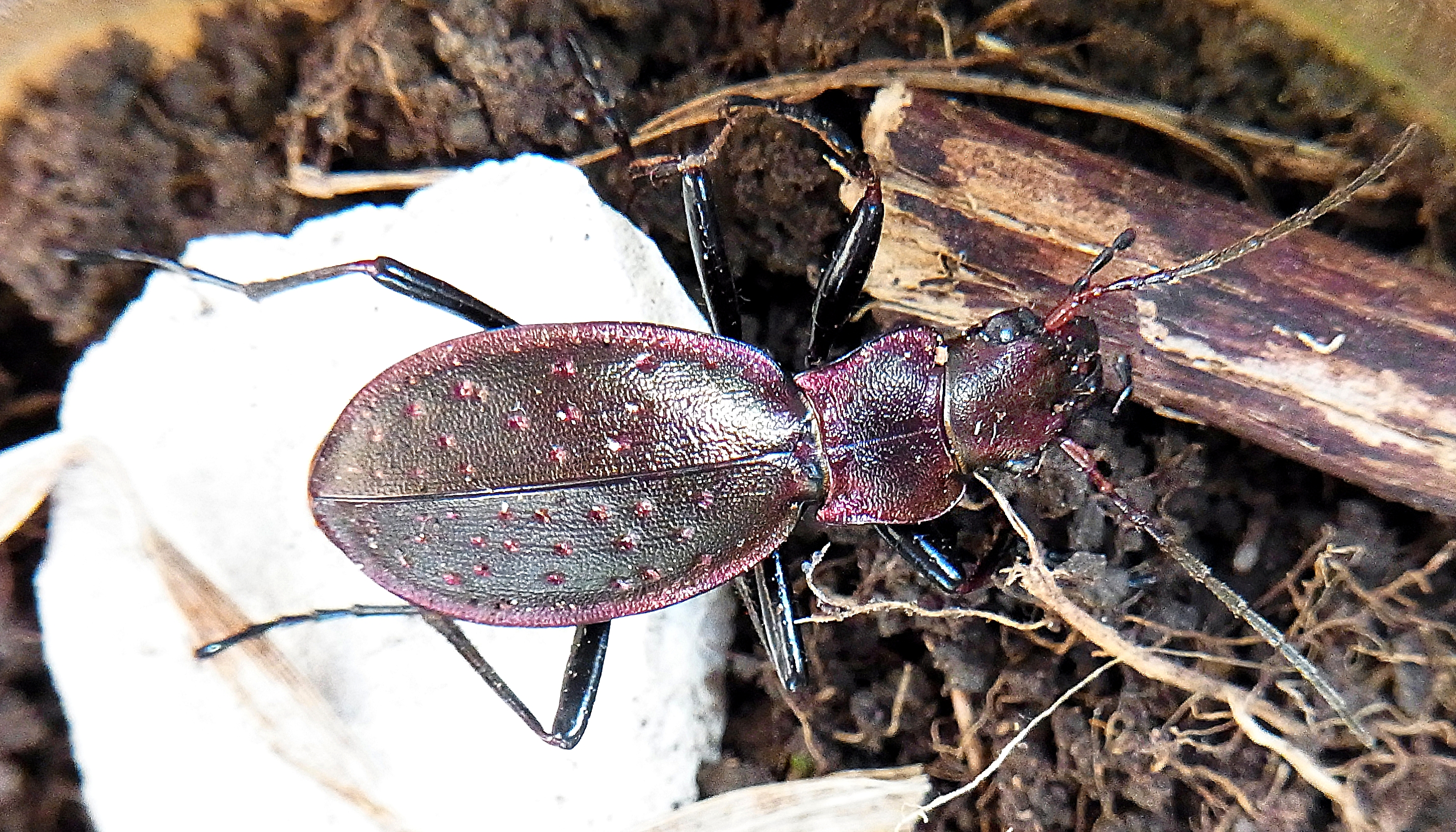
Schluchtwald-Laufkäfer

Der Schluchtwald-Laufkäfer ist in erster Linie in Berglagen heimisch und wird deshalb als alpin bzw. montan eingestuft. Er ist flugunfähig (brachypter) und wie die meisten Laufkäfer ein nachtaktiver Räuber, der sich vor allem von Schnecken ernährt; Regenwürmer sowie andere Insekten und deren Larven werden ebenfalls erbeutet, wobei man wegen der dem Aufbrechen von Schalen angepassten asymmetrischen Mandibeln der Käfer von einer Spezialisierung auf Schnecken ausgeht. Er kann gut klettern und findet seine Beute unter anderem unter der Rinde von Baumstämmen. Zu den bekannten Beutearten gehören die Gemeine Haarschnecke (Trichia hispida), die Berg-Vielfraßschnecke (Ena montana), die Kleine Vielfraßschnecke (Merdigera obscura) und einige Schließmundschnecken (Clausiliidae), die unter der Rinde abgestorbener Baumstämme und Äste leben. Während der Fortpflanzungszeit kann der Käfer auch tagsüber beobachtet werden. Werden die Käfer gestört, können sie stridulieren, indem sie die rauen Oberseiten der 5. und 6. Abdominalsegmente gegen die Innenseite der Flügeldecken reiben.

### Habitate und ökologische Lebensraumbindung
Er ist als kälteangepasste und stenotope Art sehr eng an feucht-schattige, kühle und unterwuchsreiche Buchenwälder mit basischen, kalkreichen Böden gebunden, insbesondere an die Wälder der Nord- bis Nordosthänge. Besonders häufig ist er in Hang- und Schluchtwäldern sowie in bachbegleitenden Wäldern. Dort findet man ihn von Juni bis September in morschem Totholz oder unter lockerer Rinde, wo er häufig gesellig anzutreffen ist. Regional können sich die Präferenzen leicht unterscheiden, im Teutoburger Wald leben sie teilweise eher trocken und exponiert, in Thüringen werden kühle, schattige Buchenwäldern an feuchten Nordhängen genannt und in Bayern kommen sie in feuchten Wäldern und teilweise in extrem bodennassen Biotopen vor. Vor allem in Süddeutschland sind sie an die namengebenden Schluchtwälder gebunden. Insbesondere der basische, kalkhaltige Boden scheint ein zentraler Bestandteil der Lebensräume zu sein, wobei die Art teilweise auch reliktartig in ansonsten ungünstigen Regionen unterhalb von Burganlagen aufgrund der kalkigen Bausubstanz und des Bewuchses vorkommt. Teilweise wird er auch als Urwaldreliktart eingeordnet, da die entsprechenden Habitate vor allem in Naturwaldgebieten zu finden sind.
Bei Untersuchungen auf der Schwäbischen Alb wurden mit Hilfe von Becherfallen die Präferenzen der Käfer für verschiedene Habitate und Umweltbedingungen untersucht. Dort ist der Schluchtwald-Laufkäfer in den meisten Waldgebieten der Region anzutreffen. Dabei nutzt er vor allem Ahorn-Eschenwälder, Edellaubbaum-Steinschutt- und Blockhangwälder (Ulmo glabrae-Aceretum pseudoplatani) sowie Waldgersten- und Seggen-Buchenwälder (Hordelymo-Fagetum und Carici-Fagetum), während er trockene, xerotherme Eichen-Mischwälder eher meidet. Er bevorzugt kühlere Schatthanglagen vor Sonnhanglagen. Die Feuchtigkeit und die Anpassung an niedrige Temperaturen führen auch in den Buchenwäldern des Nationalparks Hainich in Thüringen zur überwiegenden Verbreitung auf den unterwuchsreichen Nordhängen und zur Meidung warmer und trockener Waldbereiche. Die Individuen der Art sind trotz ihrer Flugunfähigkeit gelegentlich in der Lage, Gehölzbestände zu durchwandern und Freiflächen wie Kahlhiebe, Lichtungen, Grünland und Äcker zu überwinden, um neue Habitate zu finden.

### Fortpflanzung und Entwicklung
Bei Beobachtungen im Teutoburger Wald konnten bereits ab April höhere Zahlen ermittelt werden, die Hauptaktivitätszeit liegt mit den Kopulationen und der Eiablage im Mai. Die Weibchen legen ab Mai ihre Eier ab und die Entwicklungsdauer vom Ei über die Larve zum Imago beträgt etwa neun bis zehn Wochen, wobei die Larven während der Entwicklung keine Diapause durchmachen. Auch die Larven leben räuberisch und entwickeln sich an Totholz; sie ernähren sich vor allem von Schnecken. Innerhalb der Gattung wird die Larve der Neocarabus-Gruppe zugeordnet und ist an das Leben in morschem Holz und Waldstreu angepasst.
Die Käfer sind nach der Verpuppung als Imagines noch kurzzeitig aktiv und halten sich ab Ende September im Winterquartier auf. Die Überwinterung findet häufig in Gesellschaften mehrerer Tiere statt, teilweise auch mit Vertretern anderer Arten wie dem Goldglänzenden Laufkäfer (Carabus auronitens). Sie überwintern typischerweise in morschem Holz wie Stubben, liegenden Stämmen und Starkästen bis etwa Mitte oder Ende März. Bei Tieren in Terrarienhaltung konnte beobachtet werden, dass die Imagines kurz nach der Fortpflanzungsphase absterben.

## Systematik

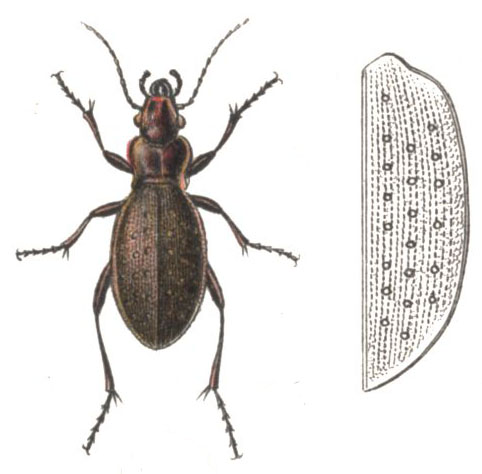
Schluchtwald-Laufkäfer (Carabus irregularis) nach Reitter 1806

Die Art wurde 1792 auf Latein von Johann Christian Fabricius in seiner Entomologia systematica wissenschaftlich beschrieben und direkt in die bereits 1758 von Carl von Linné etablierte Gattung Carabus eingeordnet, zu der er heute noch gehört. Die Artbezeichnung „irregularis“ stammt aus dem Lateinischen und bedeutet „unregelmäßig“; sie bezieht sich auf die unregelmäßige Punktierung der Elytren, durch Fabricius beschrieben als „Elytra irregulariter punctata“. Eine phylogenetische Untersuchung, die den Schluchtwald-Laufkäfer einbezieht, liegt nicht vor und entsprechend können keine Aussagen über die Einordnung innerhalb der Gattung und potenzielle Schwesterarten getroffen werden. Er wird allerdings häufig der Untergattung Platycarabus zugeordnet, gemeinsam mit Fabricius’ Laufkäfer (Carabus fabricii), Creutzers Laufkäfer (Carabus creutzeri), Carabus cychroides und Carabus depressus.
In der Regel werden drei Unterarten unterschieden. Die Nominatform C. i. irregulatis Fabricius, 1792 lebt in Mitteleuropa und kommt auch in Deutschland vor, daneben gibt es die auf dem Balkan verbreitete Unterart C. i. bucephalus Kraatz, 1879 sowie in den Karpaten die Unterart  C. i. montandoni Buysson, 1882. C. i. bucephalus ist allerdings von C. i. irregulatis molekularbiologisch nicht unterscheidbar. Zudem gibt es zahlreiche Beschreibungen, die heute als Synonyme oder ungültige Namen gewertet werden:
| Synonyme für C. irregulatis Fabricius, 1792 | |                                            |
| C. i. irregulatis Fabricius, 1792 | C. i. bucephalus Kraatz, 1879                                                                                            | C. i. montandoni Buysson, 1882             |
| regularis Fischer von Waldheim, 1823 scuptilis Heer, 1837 nigrescens Letzner, 1850* versicolor Letzner, 1850* virescens Letzner, 1850* cephalotes Sokolar, 1909, nee Linnaeus, 1758 jurassicus Born, 1911 scheffeli Born, 1911 reitteriv Appel, 1916, nee Retowski, 1885 bitschnaui Born, 1926 denesi Niedl, 1973* | peronae Hopffgarten, 1885 brunnipes Beuthin, 1885 brostenensis Jacquet, 1886 narosnyi Csiki, 1946 minutulus Mandl, 1955* | hayeki Kobmann, 1925 ramanus Sokolar, 1909 |
| *: ungültiger Name (meist Junior-Homonym oder nicht verfügbarer infrasubspezifischer Name) | |                                            |

Die Vorfahren der heute lebenden Populationen haben wahrscheinlich während der letzten Eiszeit in verschiedenen, voneinander isolierten Refugien in West- und Osteuropa überdauert. Durch die Trennung der Populationen in eine westliche und eine östliche Gruppe in mehreren voneinander getrennten Gebieten kam es zu einer starken genetischen Differenzierung, wodurch sie als zwei ‚evolutionarily significant units‘ (ESUs) innerhalb der gleichen Art bewertet werden. Die Unterschiede deuten auf eine langfristige Isolierung der Populationen hin, wobei auch spekuliert wird, ob es sich bei den Unterarten C. i. irregularis und C. i. montandoni eher um zwei unabhängige Arten als Unterarten handelt, die sich nicht nur morphologisch, sondern auch genetisch und ökologisch voneinander unterscheiden.

## Bedrohung und Schutz
Da es sich bei dem Schluchtwald-Laufkäfer um eine an kalte Gebirgsregionen angepasste Art handelt, zeigen Klimanischenmodelle aufgrund der allgemeinen Klimaerwärmung für alle Populationen der Art einen zukünftig starken Rückgang geeigneter Lebensräume und damit eine Bedrohung, die durch das sehr geringe Potenzial zur aktiven Verbreitung verschärft wird. Eine Forschergruppe um Thorsten Aßmann konnte durch die Nutzung von Klimamodellen immense und abweichende zukünftige Arealeinschränkungen aufzeigen, die die sich verändernden ökologischen Anforderungen durch die globale Erwärmung in Mitteleuropa widerspiegeln. Die ohnehin schon hohe Anfälligkeit der kälteangepassten Gebirgsart gegenüber der Erwärmung ihrer Lebensräume wird durch die geringe Ausbreitungsfähigkeit der flugunfähigen Tiere verstärkt. Diskutiert wird daher, ob die Art in potenziell geeigneten Räumen, die sie nicht eigenständig erreichen kann, gezielt angesiedelt werden sollte.
In der Roten Liste der gefährdeten Laufkäferarten Deutschlands wird der Käfer als „gefährdet“ bzw. in der Kategorie 3 gelistet und gehört somit zu den „Arten, die merklich zurückgegangen oder durch laufende bzw. absehbare menschliche Einwirkungen bedroht sind.“ Wie alle Carabus-Arten steht er dabei in Deutschland unter Naturschutz. In Bayern, wo der Käfer vorwiegend vorkommt, wird er ebenfalls in der Kategorie 3 und damit bei den gefährdeten Arten geführt. Der aktuelle Bestand wird als „mäßig häufig“ und der Bestandstrend als abnehmend gewertet. Auch in Thüringen wird er in der Kategorie 3 gelistet, in Baden-Württemberg gilt er dagegen nicht als gefährdet. In der Roten Liste der österreichischen Steiermark wird die Nominatform als „nahezu gefährdet“ betrachtet, zudem ist dort C. i. montandoni als C. i. ramanus gelistet und als gefährdet gelistet; für beide wird ein negativer Bestandstrend dokumentiert.

## Belege
1. 1 2 3 4 5 6  
Ekkehard Wachmann, Ralph Platen, Dieter Barndt: Laufkäfer – Beobachtung, Lebensweise. Naturbuch Verlag, Augsburg 1995, ISBN 3-89440-125-7.
2. 1 2 3 4  
Edmund Reitter: Fauna Germanica. Die Käfer des Deutschen Reiches. Stuttgart: K.G. Lutz, 1908; Band 1, S. 80 (Volltext-Ausgabe)
3. 1 2 3 4  
Erik Arndt: Beiträge zur Insektenfaima der DDR: Gattung Carabus LINNE (Coleóptera: Carabidae). In: Beiträge zur Entomologie. 39, Berlin 1989; S. 63–103. (Digitalisat PDF).
4. 1 2 3 4 5 6 7 8 9  
H. Turin, L. Penev, A. Casale (Hrsg.): The genus Carabus in Europe – a synthesis. Pensoft, Sofia 2003; S. 51–52 (Synonyme), S. 248–250 (Artprofil)
5. 1 2  
Erik Arndt: Larvenbestimmungsschlüssel der Carabus-Arten Europas (Col., Carabidae). In: Entomologische Nachrichten und Berichte. 29, 1985, S. 49–62. (Digitalisat PDF).
6. 1 2 3 4 5 6 7 8  
Jürgen Trautner, Michael-Andreas Fritze: Schluchtwald-Laufkäfer (Carabus irregularis). Lebensräume und Phänologie einer klimasensitiven Waldart auf der Schwäbischen Alb. In: Artenschutz und Biodiversität. 2 (2), 6. April 2021, S. 1–9, doi:10.55957/KZQL4656.
7. 1 2 3 4  
Michael Franzen: Nachweise von Carabus irregularis FABRIC3US, 1792 aus Rheinland-Pfalz (Coleoptera: Carabidae) In: Fauna Flora Rheinland-Pfalz. 8, Heft 1, 1995; S. 5–15 (Digitalisat PDF).
8. 1 2 3 4 5 6  
Carabus irregularis. In: Jürgen Trautner (Hrsg.): Die Laufkäfer Baden-Württembergs. Eugen Ulmer KG, Stuttgart 2017, S. 109–110, ISBN 3-89440-125-7.
9. 1 2 3 4 5 6 7  
Katharina Homburg, Claudia Drees, Martin M. Gossner, László Rakosy, Al Vrezec, Thorsten Aßmann: Multiple Glacial Refugia of the Low-Dispersal Ground Beetle Carabus irregularis: Molecular Data Support Predictions of Species Distribution Models. In: PLOS ONE 8(4), S. e61185, 4. April 2013. doi:10.1371/journal.pone.0061185.
10. 1 2 3 4  
Stefan Müller-Kroehling: Der Schluchtwald-Laufkäfer In: Endemische Laubwald-Laufkäfer in bayerischen Buchen- und Schluchtwäldern. LWF Wissen 61, 2009; S. 63–64. (Volltext PDF).
11. 1 2  
Johann Christian Fabricius: Entomologia systematica: emendata et aucta, secundum classes, ordines, genera, species, adjectis synonimis, locis, observationibus, descriptionibus. Hafniae, impensis Christ. Gottl. Proft, 1792; S. 127. (Digitalisat)
12. 1 2 3  
Katharina Homburg, Patric Brandt, Claudia Drees, Thorsten Aßmann: Evolutionarily significant units in a flightless ground beetle show different climate niches and high extinction risk due to climate change. In: Journal of Insect Conservation. 18, 2014; S. 781–790. doi:10.1007/s10841-014-9685-x.
13. ↑  
J. Schmidt, J. Trautner, G. Müller-Motzfeld: Rote Liste und Gesamtartenliste der Laufkäfer (Coleoptera: Carabidae) Deutschlands. In: H. Gruttke, S. Balzer, M. Binot-Hafke, H. Haupt, N. Hofbauer, G. Ludwig, G. Matzke-Hajek, M. Ries: Rote Liste der gefährdeten Tiere, Pflanzen und Pilze Deutschlands. Band 4: Wirbellose Tiere (Teil 2). Bonn (Bundesamt für Naturschutz), Naturschutz und Biologische Vielfalt. 70 (4), 2016; S. 139–204; aufgearbeitet auf rote-liste-zentrum.de, abgerufen am 19. Oktober 2023.
14. ↑  
Rote-Liste-Kategorien auf rote-liste-zentrum.de, abgerufen am 19. Oktober 2023.
15. ↑  
Wolfgang M.T. Lorenz, Michael-Andreas Fritze: Rote Liste und Gesamtartenliste Bayern: Laufkäfer und Sandlaufkäfer, Coleoptera: Carabidae, Stand 2020. Bayerisches Landesamt für Umwelt, Juli 2020; S. 13. (Volltext)
16. ↑  
Matthias Hartmann: Rote Liste der Laufkäfer (Insecta: Coleoptera: Carabidae) Thüringens. 3. Fassung, Stand: 08/2011; S. 175. (Volltext)
17. ↑  
ÖKOTEAM: Rote Listen der Tiere der Steiermark, Teile 1, 2A und 2B. Unveröff. Projektbericht i.A. der Österreichischen Naturschutzjugend für das Land Steiermark, Naturschutz, Fassung vom 30. November 2021; S. 392 (Volltext)